# Treize-Vents
Treize-Vents település Franciaországban, Vendée megyében. Lakosainak száma 1240 fő (2022. január 1.). Treize-Vents Mauléon, Saint-Amand-sur-Sèvre, Les Epesses, Mallièvre, Saint-Laurent-sur-Sèvre, Saint-Malô-du-Bois és Sèvremont községekkel határos.

## Népesség
A település népessége az elmúlt években az alábbi módon változott:
| Lakosok száma | 1224 | 1263 | 1293 | 1259 | 1252 | 1246 | 1247 | 1242 | 1240 |
|               | 2013 | 2015 | 2016 | 2017 | 2018 | 2019 | 2020 | 2021 | 2022 |